# Воткинсвил (Џорџија)
Воткинсвил (Џорџија) (енгл. Watkinsville) град је у америчкој савезној држави Џорџија. По попису становништва из 2010. у њему је живело 2.832 становника.

## Демографија
Према попису становништва из 2010. у граду је живело 2.832 становника, што је 735 (35,1%) становника више него 2000. године.
| Група             | 2000.         | 2010.         |
| Белци             | 1.848 (88,1%) | 2.413 (85,2%) |
| Афроамериканци    | 154 (7,3%)    | 179 (6,3%)    |
| Азијати           | 34 (1,6%)     | 68 (2,4%)     |
| Хиспаноамериканци | 41 (2,0%)     | 123 (4,3%)    |
| Укупно            | 2.097         | 2.832         |